# Oddział Józefa Grekowicza

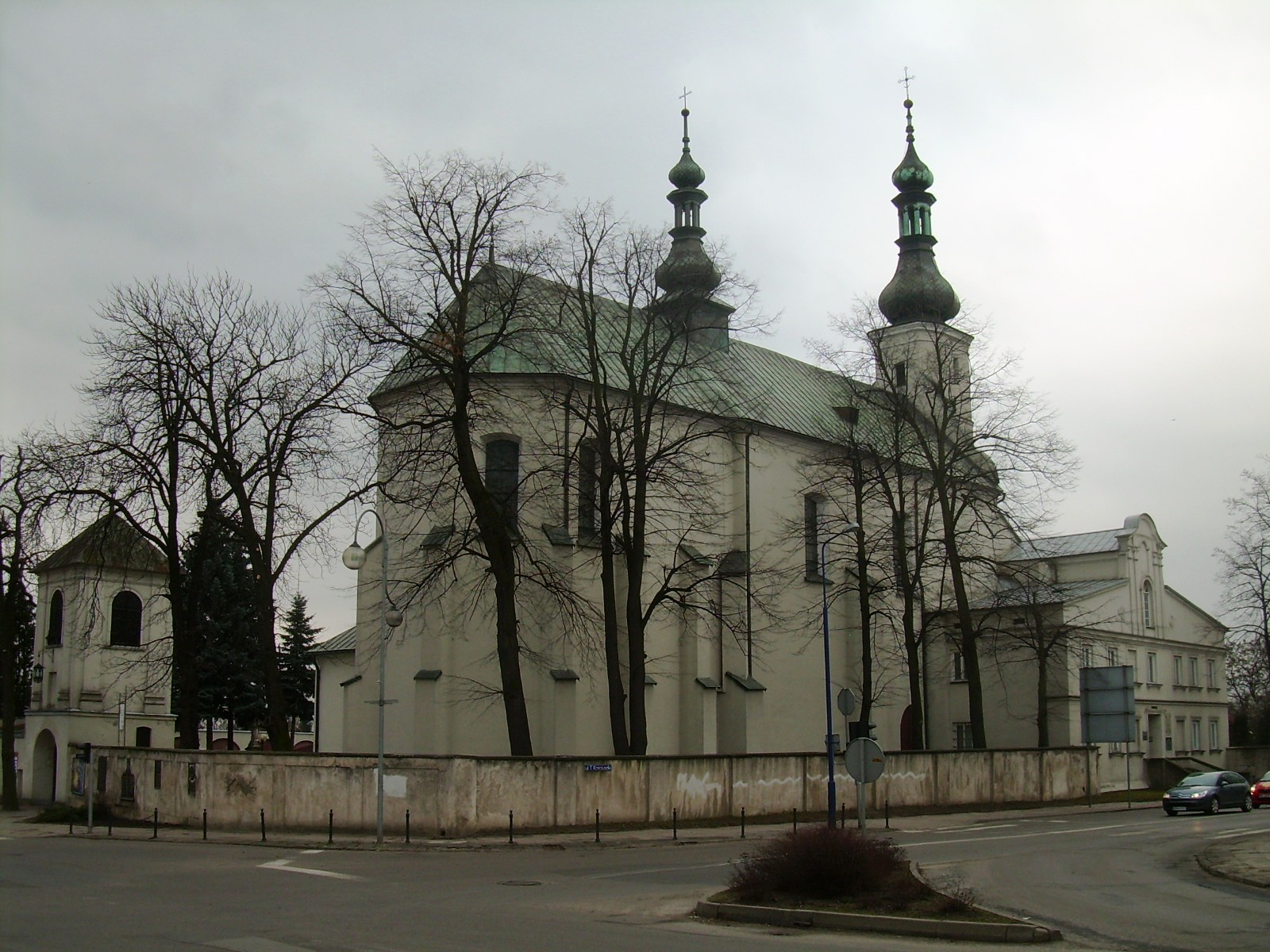
Radomsko

Oddział Józefa Grekowicza (inaczej: pierwszy oddział ochotników częstochowskich) – partia powstańcza okresu powstania styczniowego.
Oddział został sformowany w okolicach Częstochowy, a jego dowódcą został por. Józef Grekowicz. Jego szeregi zasilili uczniowie szkół średnich, młodzież rzemieślnicza, a także kilkunastu żołnierzy rosyjskich – dezerterów z carskiej armii.
Nieudana próba zdobycia Radomska w nocy z 23/24 stycznia zakończyła się rozbiciem oddziału. Jeńców skierowano do Piotrkowa, gdzie część z nich została skazana na karę śmierci.